# Estonské fotbalové mistrovství 1928
Osmý ročník Eesti jalgpalli meistrivõistluste 1. klass (Estonského fotbalového mistrovství) se konal v roce 1928.
Soutěže se zúčastnilo jen dva kluby, protože vedení soutěže po reorganizaci soutěže vyřadila ESK Tallinna Sport a JK Tallinna Kalev. Vítězem turnaje se stal podruhé ve své klubové historii Tallinna JK, který porazil ve finále Merkur Tallinn (4:1).